# Perfido incanto
Perfido incanto è un film muto del 1917 legato al movimento futurista, diretto da Anton Giulio Bragaglia

## Trama
Atanor, indovino e malvivente, vuole possedere la sua giovane pupilla Circe, ma questa è innamorata di Mario e lo respinge. Mario è però sposato con Adriana e per liberarsi di lei Circe rivela ad Atanor che essa è al corrente dei suoi traffici, cosicché Atanor la elimina. Nulla si oppone più alla relazione di Circe con Mario. Ma Atanor non demorde ed organizza un losco complotto per allontanare i due amanti, poi torna alla carica con Circe che per difendersi lo uccide. Ma intanto Atanor era riuscito a far credere a Mario che sia stata Circe ad eliminare Adriana ed ora che è morto non lo può più smentire. Mario inorridito abbandona Circe e costei si uccide.

## Produzione
Contesto storico. Con Perfido incanto Anton Giulio Bragaglia volle trasporre sullo schermo le idee futuriste, movimento che considerava con interesse il cinema, in quanto manifestazione artistica basata sulle "macchine", Nel 1916 il gruppo futurista fiorentino aveva prodotto Vita futurista (film, oggi perduto, realizzato con propri fondi personali da Arnaldo Ginna, su incoraggiamento di Marinetti), la cui distribuzione era poi stata affidata allo stesso Bragaglia. Questa esperienza ispirava allo stesso gruppo un "Manifesto del cinema futurista" pubblicato nel settembre dello stesso anno, che, secondo qualche commentatore, anticipava i presupposti della cinematografia sperimentale europea degli anni successivi.

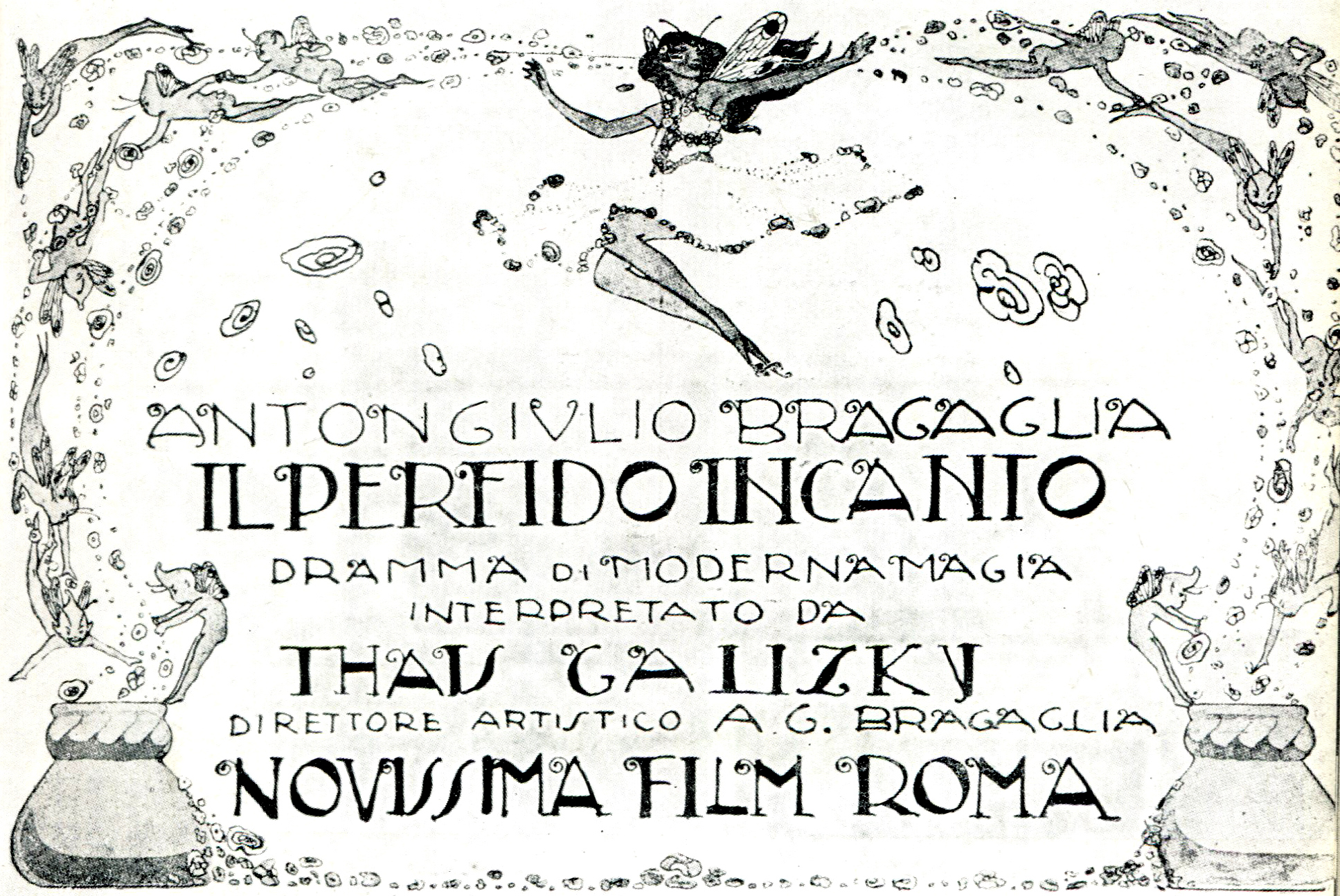
Flano promozionale del film

Bragaglia aveva già realizzato una mostra (1911) ed un libro (1912) sulla "fotodinamica futurista"; aveva inoltre stampato delle cartolline e tenuto delle conferenze in cui sosteneva che si era in presenza di un'arte nuova, la sola che poteva catturare la complessità del movimento ed il ritmo della realtà, anche se il gruppo milanese dei futuristi (Boccioni, Carrà, Balla) contestò le sue posizioni. A seguito di quelle esperienze egli rivendicò sempre una priorità italiana rispetto alle avanguardie cinematografiche francesi e russe ed allo stesso espressionismo tedesco.
Realizzazione. Emidio De Medio, un distributore cinematografico romano attento alle novità intellettuali, volle partecipare a queste iniziative, fondando una nuova società di produzione, la "Novissima Film", costituita il 1 luglio 1920 con un capitale di 3 milioni di lire, che rilevò i due teatri di posa della "De Medio e Cerrina" ubicati nei pressi della Appia nuova. La "Novissima" sottoscrisse un contratto che impegnava Bragaglia alla realizzazione di 4 pellicole di cui il primo fu un "corto" (Un dramma nell'Olimpo), cui seguirono Thaïs e Il mio cadavere. Perfido incanto fu l'ultimo della serie. Nelle intenzioni del produttore queste opere dovevano inserirsi nei movimenti d'avanguardia, e le eventuali perdite avrebbe potuto essere compensate da film più commerciali. Per le riprese venne utilizzato un teatro di posa che si trovava allora in una strada laterale della via Flaminia. 

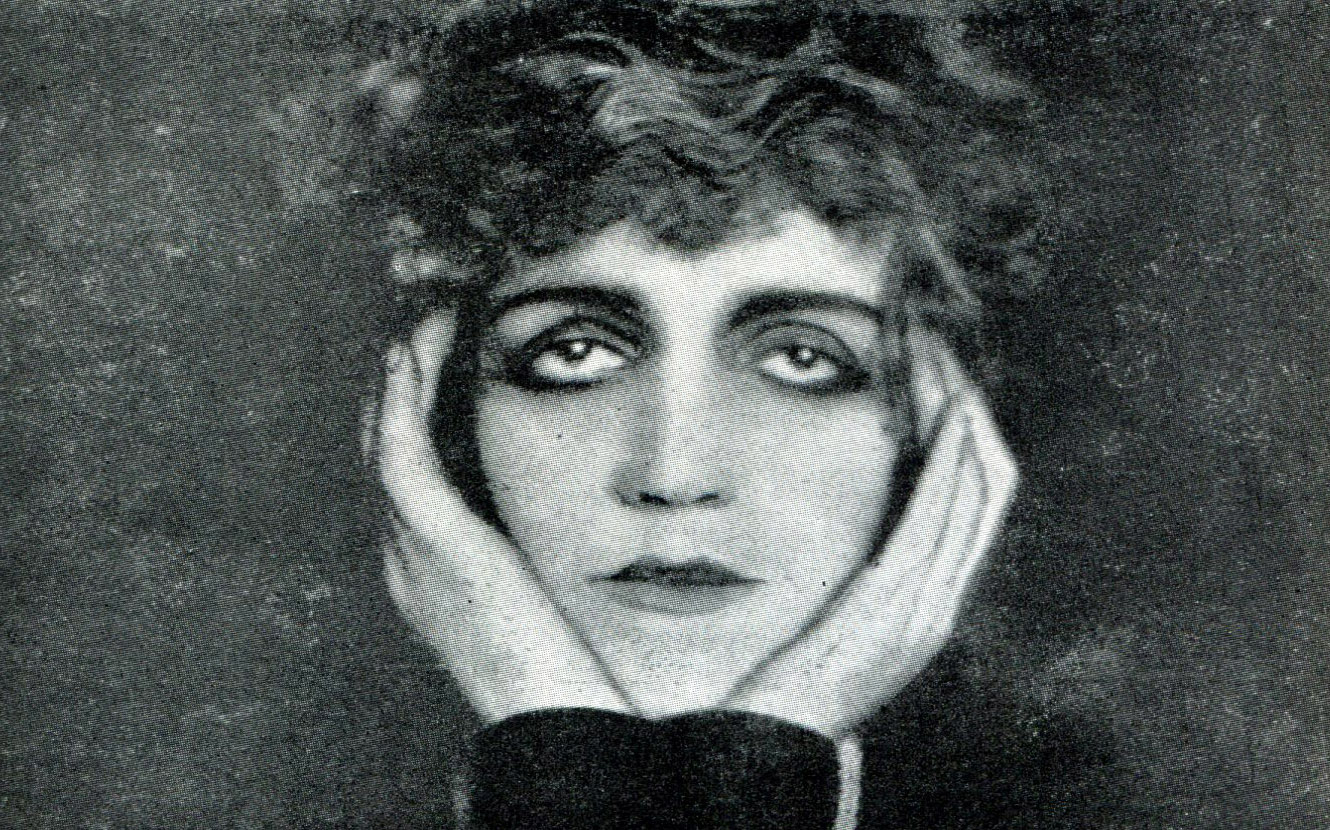
Thais Galitsky in Perfido incanto

La sceneggiatura fu scritta da Riccardo Cassano, un regista proveniente dalla "Cines", e dallo stesso Bragaglia, il quale, rievocando il film trentacinque anni dopo, lo ha descritto come dotato di «una scenografia non verista, surreale ed astrattista, con scherzi fotografici che ottenevano effetti eccezionali». Le scenografie furono realizzate dal pittore Enrico Prampolini, anch'egli esponente dell'avanguardia. Per le riprese furono usati molti specchi deformanti ed obiettivi prismatici che provocavano degli "effetti speciali" (ante litteram) e scene irreali.
L'interpretazione fu affidata all'attore teatrale Nello Carotenuto a cui vennero affiancate l'attrice russa Thais Galitsky - dal cui nome prendeva il titolo uno dei film precedenti della serie - oltre a Renée Avril ed a Giovanni Cimara. Dopo la realizzazione del film nacque un dissidio tra De Medio e Bragaglia che si sfidarono a colpi di querele e diffide per rivendicare a sé la titolarità del film. Non si conosce quale sia stato l'esito della vertenza, anche se il risultato commerciale della pellicola non fu certo tale da giustificare il contendere.
Per molto tempo vi è stato un equivoco relativo ad una pellicola dal titolo Les possedées che era stata ritrovata presso la "Cinémateque de France" , creduta da alcuni la versione francese di Perfido incanto. Ma successivi studi permisero di stabilire che si trattava invece della edizione francese di Thais, smentendo anche l'erronea convinzione che si trattasse di uno stesso ed unico film. Perfido incanto è quindi oggi considerato un film perduto.

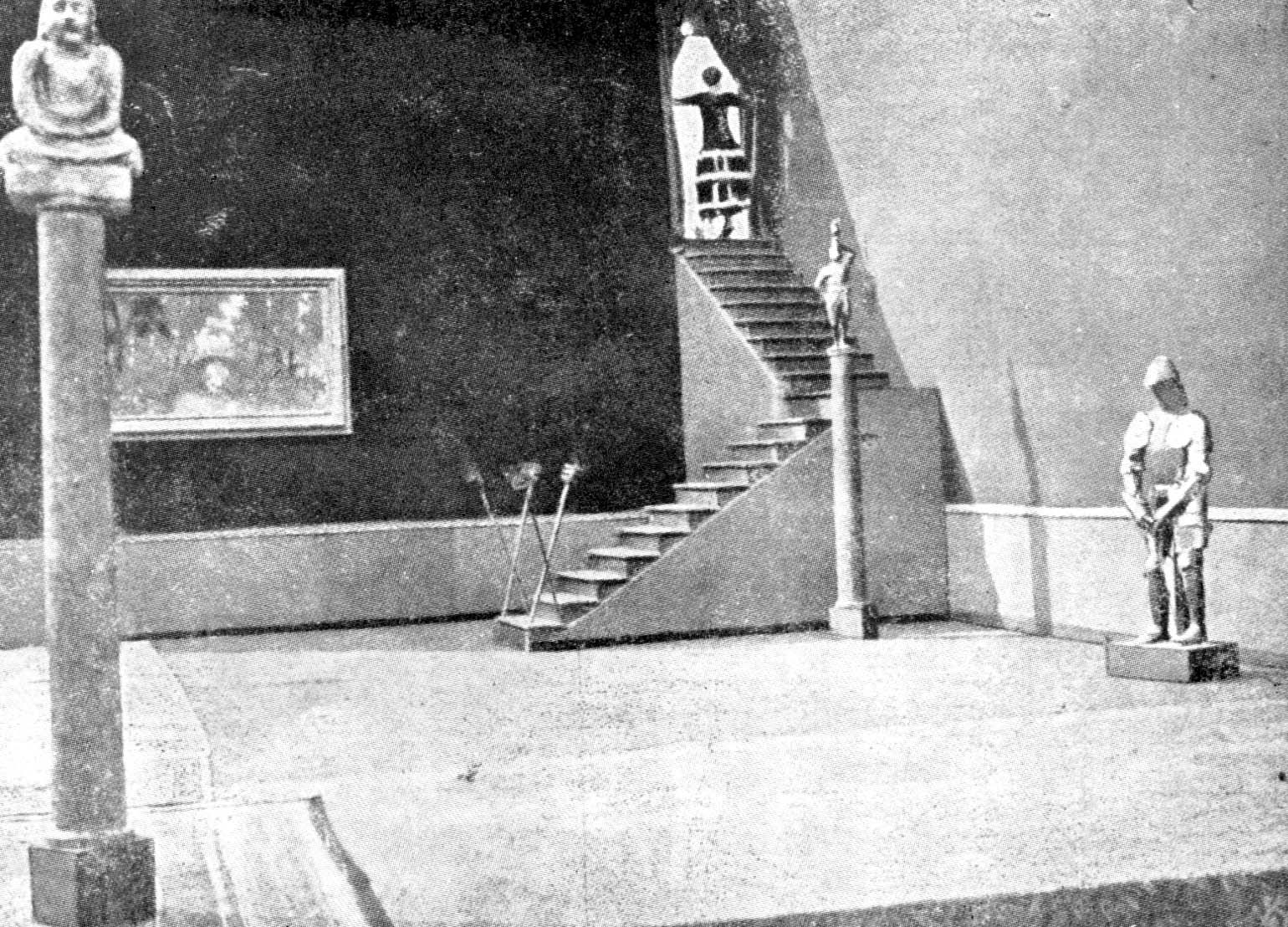
Una scenografia di Enrico Prampolini

## Accoglienza
Risultato economico. Nonostante l'annuncio di «una magnifica film che abbiamo avuto il piacere di ammirare unitamente ad un pubblico di dame e gentiluomini della migliore aristocrazia romana e del più eletto fior fiore della colonia straniera a Roma», Perfido incanto fu, sotto il profilo commerciale, un disastro, come peraltro accadde a tutta la serie che Bragaglia diresse per la "Novissima" e come lui stesso riconobbe l'anno successivo quando scrisse che «gli incerti tentativi da me fatti nel cinematografo con assoluta scarsezza di mezzi non vollero né poterono essere nulla di veramente notevole». Il film venne rifiutato e deriso da tutti i noleggiatori, non fu mai inserito nei circuiti della normale distribuzione. Solo qualche anno più tardi venne acquistato dal produttore Gustavo Lombardo per 25.000 lire, essendo costato più del triplo, senza mai far parte del catalogo Titanus.
Critica. Trattandosi di un film perduto, i commenti si sono appuntati sul contesto storico in cui il film nacque e sul suo valore all'interno dei movimenti di avanguardia, in qualche caso riconoscendone «la libertà di fantasia e la modernità assoluta dei mezzi tecnici e dei criteri stilistici», pur rilevando come «il fallimento del progetto [cinematografico] futurista nasce sia dalla mancanza di competenze tecniche, sia dall'impossibilità di conciliare le ragioni industriali, produttive e distributive con la poetica del gruppo».
Secondo altri commentatori, invece, rispetto alle teorie del gruppo futurista fiorentino di Marinetti (che infatti non chiese neppure a Bragaglia di sottoscrivere il "Manifesto del cinema futurista") i film di Anton Giulio Bragaglia, tra cui Perfido Incanto, sembrano «meno "estremisti", meno ingegnosi e più ispirati da intrecci melodrammatici ed attenti agli elementi decorativi proposti da Prampolini». sino a definirlo «un grottesco melodramma novecentesco, che offre soprattutto materiale di riso, ben poco differente dalle altre produzioni italiane per le "dive"».